# Thibault De Smet
Thibault De Smet (Bruges, 5 giugno 1998) è un calciatore belga, difensore del Paris FC in prestito dallo Stade Reims.

## Caratteristiche tecniche
È un terzino sinistro.

## Carriera

### Club
Cresciuto nel settore giovanile del Gent, esordisce in prima squadra il 27 dicembre 2016 in occasione dell'incontro di Pro League perso 2-0 contro il Genk. Nel luglio 2019 viene ceduto al Sint-Truiden dove gioca una stagione da titolare sulla fascia mancina giocando 12 incontri di campionato. Nel mercato estivo del 2020 si trasferisce in Francia allo Stade Reims.

### Nazionale
Ha giocato nelle nazionali giovanili belghe Under-19 ed Under-21.

## Statistiche

### Presenze e reti nei club
Statistiche aggiornate al 17 gennaio 2025.
| Stagione           | Squadra            | Campionato         | Campionato | Campionato | Coppe nazionali | Coppe nazionali | Coppe nazionali | Coppe continentali | Coppe continentali | Coppe continentali | Altre coppe | Altre coppe | Altre coppe | Totale | Totale | Totale |
| Stagione           | Squadra            | Comp               | Pres       | Reti       | Comp            | Pres            | Reti            | Comp               | Pres               | Reti               | Comp        | Pres        | Reti        | Pres   | Reti   |        |
| ------------------ | ------------------ | ------------------ | ---------- | ---------- | --------------- | --------------- | --------------- | ------------------ | ------------------ | ------------------ | ----------- | ----------- | ----------- | ------ | ------ | ------ |
| 2016-2017          | Gent               | PL                 | 4          | 0          | CB              | 1               | 0               | UEL                | 1                  | 0                  | -           | -           | -           | 6      | 0      |        |
| 2017-2018          | Gent               | PL                 | 0          | 0          | CB              | 1               | 0               | UEL                | 0                  | 0                  | -           | -           | -           | 1      | 0      |        |
| 2018-2019          | Gent               | PL                 | 5          | 1          | CB              | 0               | 0               | UEL                | 0                  | 0                  | -           | -           | -           | 5      | 1      |        |
| Totale Gent        | Totale Gent        | Totale Gent        | 9          | 1          |                 | 2               | 0               |                    | 1                  | 0                  |             | -           | -           | 12     | 1      |        |
| 2019-2020          | Sint-Truiden       | PL                 | 12         | 0          | CB              | 2               | 0               | -                  | -                  | -                  | -           | -           | -           | 14     | 0      |        |
| 2020-2021          | Stade Reims        | L1                 | 8          | 0          | CF              | 1               | 0               | UEL                | 0                  | 0                  | -           | -           | -           | 9      | 0      |        |
| 2021-2022          | Beerschot VA       | PL                 | 24         | 0          | CB              | 1               | 0               | -                  | -                  | -                  | -           | -           | -           | 25     | 0      |        |
| 2022-2023          | Stade Reims 2      | N2                 | 3          | 0          | -               | -               | -               | -                  | -                  | -                  | -           | -           | -           | 3      | 0      |        |
| 2022-2023          | Stade Reims        | L1                 | 22         | 0          | CF              | 1               | 0               | -                  | -                  | -                  | -           | -           | -           | 23     | 0      |        |
| 2023-2024          | Stade Reims        | L1                 | 27         | 0          | CF              | 2               | 0               | -                  | -                  | -                  | -           | -           | -           | 29     | 0      |        |
| 2024-gen. 2025     | Stade Reims        | L1                 | 5          | 0          | CF              | 1               | 0               | -                  | -                  | -                  | -           | -           | -           | 6      | 0      |        |
| Totale Stade Reims | Totale Stade Reims | Totale Stade Reims | 62         | 0          |                 | 5               | 0               |                    | 0                  | 0                  |             | -           | -           | 67     | 0      |        |
| gen.-giu. 2025     | Paris FC           | L2                 | -          | -          | CF              | -               | -               | -                  | -                  | -                  | -           | -           | -           | -      | -      |        |
| Totale carriera    | Totale carriera    | Totale carriera    | 110        | 1          |                 | 10              | 0               |                    | 1                  | 0                  |             | -           | -           | 121    | 1      |        |